# Jaskinia przy Studni w Mnichu
Jaskinia przy Studni w Mnichu – jaskinia w Dolinie Rybiego Potoku w Tatrach Wysokich. Ma dwa otwory wejściowe znajdujące się w środkowej części wschodniej ściany Mnicha, w pobliżu jaskiń: Studnia w Mnichu i Studnia przy Mnichowym Kominie, na wysokości 1900 m n.p.m. Długość jaskini wynosi 14 metrów, a jej deniwelacja 4 metry.

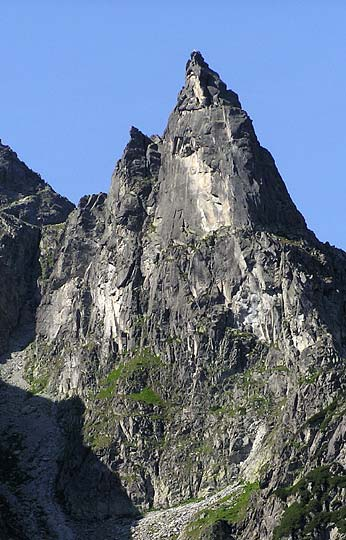
Wschodnia ściana Mnicha

## Opis jaskini
Jaskinia składa się z dwóch sal połączonych ze sobą ciasnym przejściem. Do każdej z sal prowadzą osobne, prostokątne otwory wejściowe. W pierwszej sali znajduje się 3,8-metrowy próg, natomiast w drugiej niewielki kominek i płytka studzienka.

## Przyroda
W jaskini brak jest nacieków. Roślinność nie występuje. Tylko w otworach rosną mchy i porosty.

## Historia odkryć
Jaskinia przy Studni w Mnichu i Studnia w Mnichu znajdują się przy znanej drodze wspinaczkowej (słynnej m.in. z trudnego wariantu R) i dlatego ich otwory były znane taternikom próbujących ją przejść w latach dwudziestych i trzydziestych XX w. Jednak opis i plan jaskini został sporządzony dopiero w 2000 roku.